# Matilde Lorenzi
Matilde Lorenzi (* 15. November 2004 in Turin; † 28. Oktober 2024 in Bozen) war eine italienische Skirennläuferin.

## Biographie
Lorenzi stammte aus Valgioie bei Turin und wuchs gemeinsam mit ihrer Schwester Lucrezia im nahen Wintersportort Sestriere auf. Sie gab ihr internationales Renndebüt am 27. November 2020 bei einem Juniorenrennen in Santa Caterina. In den darauffolgenden Jahren startete sie hauptsächlich bei FIS-Rennen in Italien sowie verschiedenen nationalen Meisterschaften, die in Italien stattfanden. Als Sportsoldatin war sie Mitglied einer Sportfördergruppe im Aostatal.
Lorenzi nahm 2024 an den Juniorenweltmeisterschaften im Département Haute-Savoie teil, wobei sie gemeinsam mit Emilia Mondinelli in der Alpinen Team Kombination als Vierte nur knapp eine Medaille verpasste.
Zu Ende der Saison 2023/24 wurde Lorenzi überraschend italienische Meisterin im Super-G vor Laura Pirovano und Nicol Delago.
Am 28. Oktober 2024 stürzte Lorenzi beim Training am Schnalstaler Gletscher schwer. Sie schlug dabei mit dem Kopf auf der harten Piste auf, wobei sie sich ein schweres Schädel-Hirn-Trauma zuzog. Infolge dieses Unfalls verstarb sie noch am selben Tag, im Alter von 19 Jahren.
Lorenzi war mit dem Skicrosser Federico Tomasoni liiert.

## Erfolge

### Juniorenweltmeisterschaften
- Haute-Savoie 2024: 4. Alpine Team Kombination, 6. Abfahrt, 8. Super-G, DNF Riesenslalom

### Europacup
- 2 Platzierungen unter den besten 15

### Weitere Erfolge
- Italienische Meisterin im Super-G (2024)
- Ein Sieg bei einem FIS-Rennen